# KK DOŠK Drniš
KK DOŠK je hrvatski košarkaški klub iz Drniša. Trenutačno nastupaju u A-2 ligi - Jug. 

## Klupski uspjesi
seniori: Prvaci B-1 lige JUG 2006/2007
seniori: Prvaci B-1 lige JUG 2018/2019
Mlađi kadeti: generacija 2003. bronca na PH
Dječaci U9 (generacija 2010.) Viceprvaci Hrvatske

## Priznanja
2014. - Nagrada Grada Drniša za 40 godina aktivnog postojanja te svekolikog doprinosa razvoju športa na području grada Drniša
2016. - Grb Šibensko-kninske županije za izniman doprinos u razvoju športa
2019.-Nagrada Matija Ljubek - Hrvatski olimpijski odbor

### Najpoznatiji igrači i treneri
- Stojko Vranković
- Veljko Petranović

### Povijest kluba
U ljeto 1974. godine, ponovno, košarkaški zanesenjak i u to vrijeme delegat na utakmicama tadašnje prve lige Dragan Županović uz pomoć Joška Novaka bivšeg igrača košarkaških klubova "Partizan","Mladost" i "Jugoplastika" koji se vratio iz Zagreba okupili su skupinu mladića i osnovali košarkaški klub "Drniš". Treniranja u tom vremenu nije bilo u sportskoj dvorani jer je u međuvremenu od sportske dvorane napravljeno kino, te se je treniralo vani na igralištu na "Podvornici", bez svlačionica i drugih uvjeta kakve poznajemo danas. U ljeto, jesen i zimu te 1974. trenira se i odigravaju se prve prijateljske utakmice. Dana 9. veljače 1975. u Šibeniku odigrana je prva službena utakmica u okviru Općinske lige za košarkaše protiv KK "Kornatar" iz Murtera u kojoj je KK"Drniš" izgubio rezultatom 65:60 Prvi dresovi koji su došli u klub i ručno sašiveni brojevi na dresove od strane gosp. Milke Novak ili aluminijske table koje je donio Dragan Županović, koje su još uvijek na postojećem igralištu,  bili su u to vrijeme velika stvar za klub i one koji su djelovali u klubu. U drugom dijelu sedamdesetih klub se polako ali sigurno utemeljuje u respektabilnu instituciju, počevši od uključivanja u Sportsko društvo "DOŠK" kada djeluje zajedno s drugim klubovima u okviru društva kada je bilo dosta teško se izboriti za povoljan položaj pa sve do osnivanja samostalnog kluba pod nazivom KK "DOŠK". Prometna nesreća 1978. godine u kojoj je tragično nastradao Dragan Županović koji je u svakom smislu bio osnovni pokretač i organizator cjelokupnog djelovanja kluba bila je veliki gubitak za rad kluba. U igračkom smislu stvorila se snažna baza djelovanje kluba i to u igračima Bjegović, Brailo, Dadić, Huljev, braća Kević, Lapić, MatIjaš, Parat, Pranić, Sirovica, Šormaz, Vukašin, Vukušić; Jurić, Petranović,Ramljak Barišić Z.,Barišić P., Močić, Vukušić, Čular …..iz kojih je izišla jezgra igrača koji su poslije dugo godina nastupali za klub. Klub je u natjecateljskom smislu postao domaćin kod kojeg se nije moglo proći, dok je kod gostovanja bila dugo vremena druga situacija, pa je iz tog vremena ostala izreka " čim prođemo Čikolski most odmah smo izgubili".
Početak osamdesetih pa do sredine osamdesetih donose "zlatno doba" za klub i košarku na našim prostorima. Sportska dvorana koja je izgrađena pri osnovnoj školi otvorena je 1980. godine i donijela je osnovne uvjete da klub može djelovati tijekom cijele godine. Treneri koji su radili u klubu tijekom sedamdesetih i koji su udarili temelje stručnog rada Županović, Novak, Đorđević..nisu više prisutni u klubu, a u klub dolazi trener Nikola Jelavić koji je donio nove načine rada, razmišljanja i pristupa košarci koji su donijeli kvalitativni skok kako za igrače tako i za klub. Poslije Nikole Jelavića kao trener klub vodi Nikola Dereta za kojeg se veže također uspješno razdoblje. To je vrijeme kada klub doseže svoje najznačajnije uspjehe, košarka postaje "glavni" sport na našem prostoru, igrači i klub su u naponu snage što je sve obilježeno nizom prijateljskih međunarodnih utakmica, gostovanjima u Čehoslovačkoj, stalnim održavanjem Memorijalnog turnira "Dragan Županović" uz učestvovanje najkvalitetnijih domaćih momčadi, klub je svake godine u borbi za ulazak u veći rang natjecanja ( tadašnja II liga) ….Klub se dalje osnažuje početkom rada s kadetskim i juniorskim uzrastima koji dovode do produciranja dovoljnog broja igrača za seniorski sastav, a perspektivniji pojedinci svake godine odlaze u susjedne prvoligaške klubove da pokušaju ostvariti bolju karijeru Vranković, Vukičević, Marin, Vlaić, Kosor, Pokrajac, Grabić…. Uz jezgru igrača koji su ostali iz "stare" generacije priključuju se novi igrači kao Mihaljević, Vukičević, Matijaš M., Perišić, Beader, Tomić, Grubišić,… Stalno jedino što je bilo da na domaćem terenu ekipa je bila "tvrd orah", nitko nije mogao doći u Drniš po bodove. Karakteristična konstrukcija ekipe, jako niska ekipa, bez obzira na sve visoke igrače s našeg područja, izuzetno agresivna i borbena ekipa, nerijetko na granici incidenta, izuzetno precizni strijelci Matijaš, Kević i Brailo, ostatak ekipe koji se podredio zajedničkim interesima ekipe i naravno vjerna publika i simpatizeri doveli su do toga da Drniš postane prepoznatljivo središte košarke kako na lokalnoj razini tako i na širem prostoru košarkaškog zanimanja.
U drugoj polovici osamdesetih dolazi do djelomične smjene generacija i klub ulazi u kovitlac stalnih promjena u igračkom kadru. Uz nekoliko igrača koji su ostali iz "stare" generacije u stalnu ili povremenu postavu prve ekipe ulaze Stojanović, Mihaljević, Bojčić Kosor E., Kosor Re.,Kosor Ro., Jerković, Pekas, Kolombo, Beader, Ćosić, Barišić, Vukašin,…. Najveći problem u igračkom dijelu je veliki broj igrača koji napuštaju klub poslije srednjoškolskog obrazovanja, a samo pojedinci se poslije visokoškolskog obrazovanja vraćaju u Drniš i nastavljaju igrati košarku.  Navedeno razdoblje u takmičarskom dijelu prožeto je od godine do godine različitim ambicijama ekipe koje variraju od borbe za vrh tablice do borbe za opstanak u ligi, ovisno od toga kako je ekipa bila koncipirana. Organizacijski klub djeluje na zavidnoj razini i ne postoje problemi u tom obliku djelovanja.
- Pregled povijesti KK DOŠK